# إبرة (نهر)
نَهْرُ إِبْرَةَ أو نَهْرُ طَرْطُوشَةَ أكثر أنهار إسبانيا تدفقًا. يبلغ طوله 928 كم تبلغ مساحة حوضه 80.093 كم².
يقع في شمال شرق إسبانيا ينبع من جبال القلاع (Cordillera Cantábrica) ويجرى نحو الجنوب الشرقى على طول حضيض جبال البرانس مارًا عبر بسرقسطة ليصب في البحر الأبيض المتوسط في دلتا واسعة. توجد قنوات رى في جزئه الأوسط ومحطات كبيرة لتوليد الكهرباء من مياه النهر.

## اقرأ أيضا
- ناخيريلا